# كاثلين جيمي
كاثلين جيمي (بالإنجليزية: Kathleen Jamie)‏ هي كاتِبة وشاعرة بريطانية، ولدت في 13 مايو 1962 في إدنبرة في المملكة المتحدة.

## وصلات خارجية
- كاثلين جيمي على موقع ميوزك برينز (الإنجليزية)